# Lemonade (Internet Money & Gunna)
Lemonade is een nummer uit 2020 van het Amerikaanse hiphop/producerscollectief Internet Money en de Amerikaanse rapper Gunna, in samenwerking met de eveneens Amerikaanse rapper Don Toliver en de Canadese rapper Nav. Het is de tweede single van B4 the Storm, het debuutalbum van Internet Money.
Internet Money heeft al een aantal grote hits voor andere artiesten geproduceerd. Met "Lemonade" scoort het collectief nu zelf een wereldhit. Het haalde de 6e positie in de Amerikaanse Billboard Hot 100. In de Nederlandse Top 40 kwam het nummer tot de 14e positie, en in de Vlaamse Ultratop 50 kwam het een plekje hoger.